# Panagía Chrysospiliótissankyrkan
Panagía Chrysospiliótissankyrkan (grekiska: Ναός Παναγίας της Χρυσοσπηλιώτισσας) är en grekisk-ortodox kyrkobyggnad belägen i den centrala delen av Greklands huvudstad, Aten.
Kyrkan är helgad åt högtiden Guds moders avsomnande, som är östortodoxa kyrkans benämning på Jungfru Marie himmelsfärd.

## Historik

### Tidigare basilika och kyrka
Tidigare stod här en basilika som byggdes år 1705 och förstördes 1825.
1832 började det byggas en ny kyrka, men som visade sig vara för liten.

### Nuvarande kyrkan
Den nuvarande kyrkan började byggas 1863, då grundstenen lades och stod klar 1892. Den byggdes enligt ritningar av arkitekt Dimitrios Zezos. Eftersom Zezos dog innan kyrkan började byggas, fick byggandet övervakas av arkitekterna Panagis Kalkos och senare Ernst Ziller.

## Kyrkan
- Kupolen ritades av Demetriou Soutsos.
- Kyrkans interiör blev klar 1892.
- Ikonostasen ritades troligen av de två ovannämnda arkitekterna, Panagis Kalkos och Ernst Ziller.

## Bilder

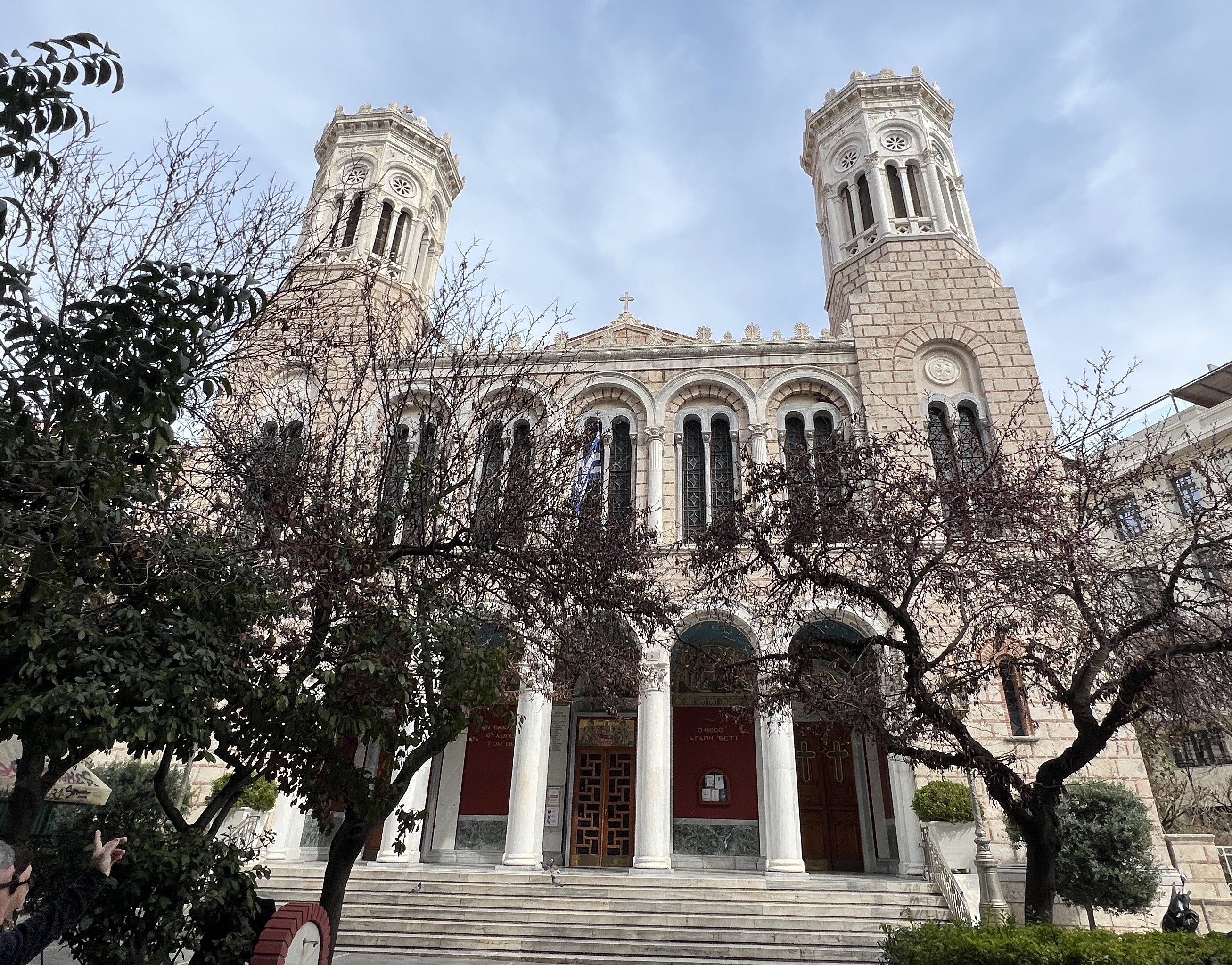
Fasaden med entrén.
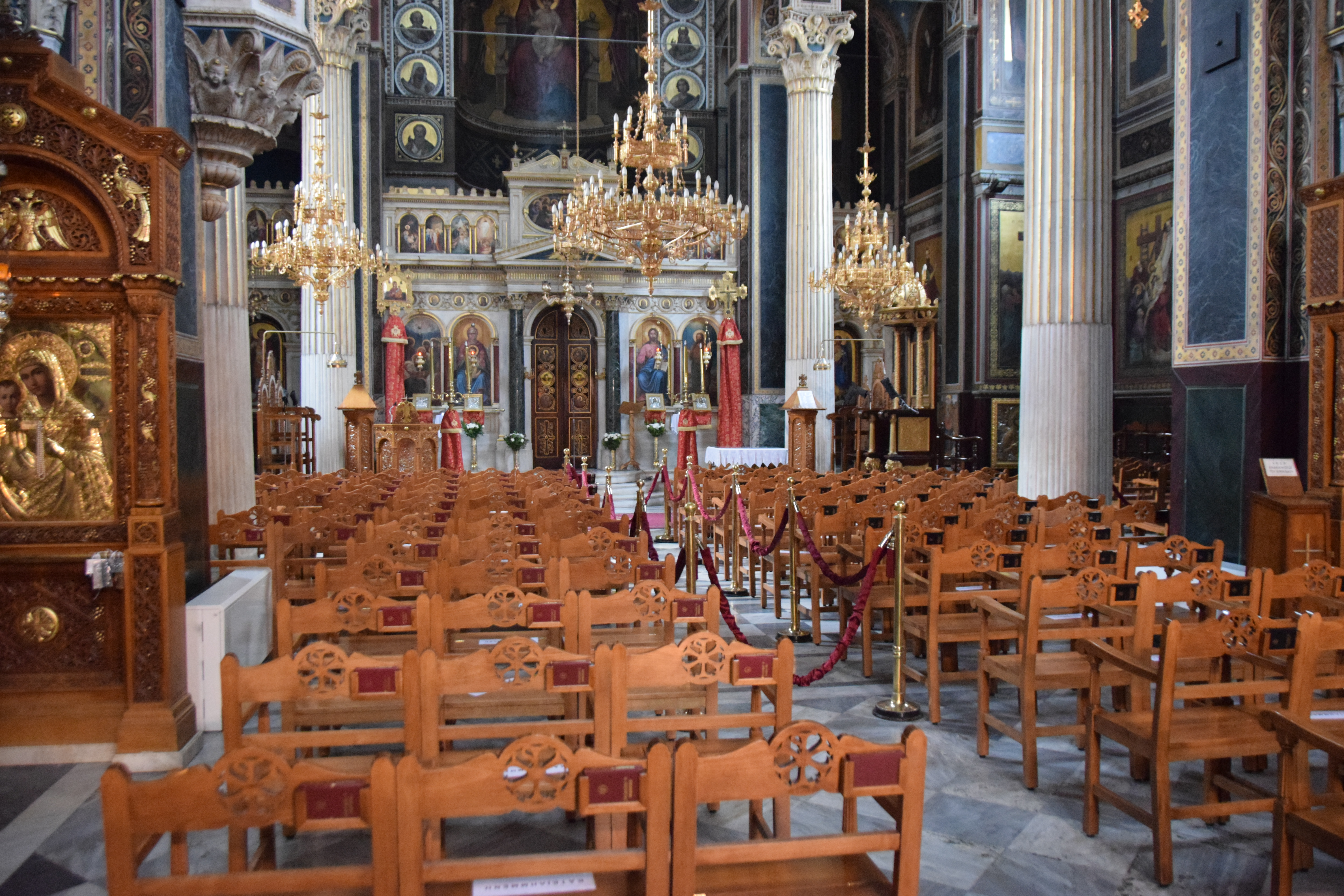
Kyrkans interiör mot ikonostasen.
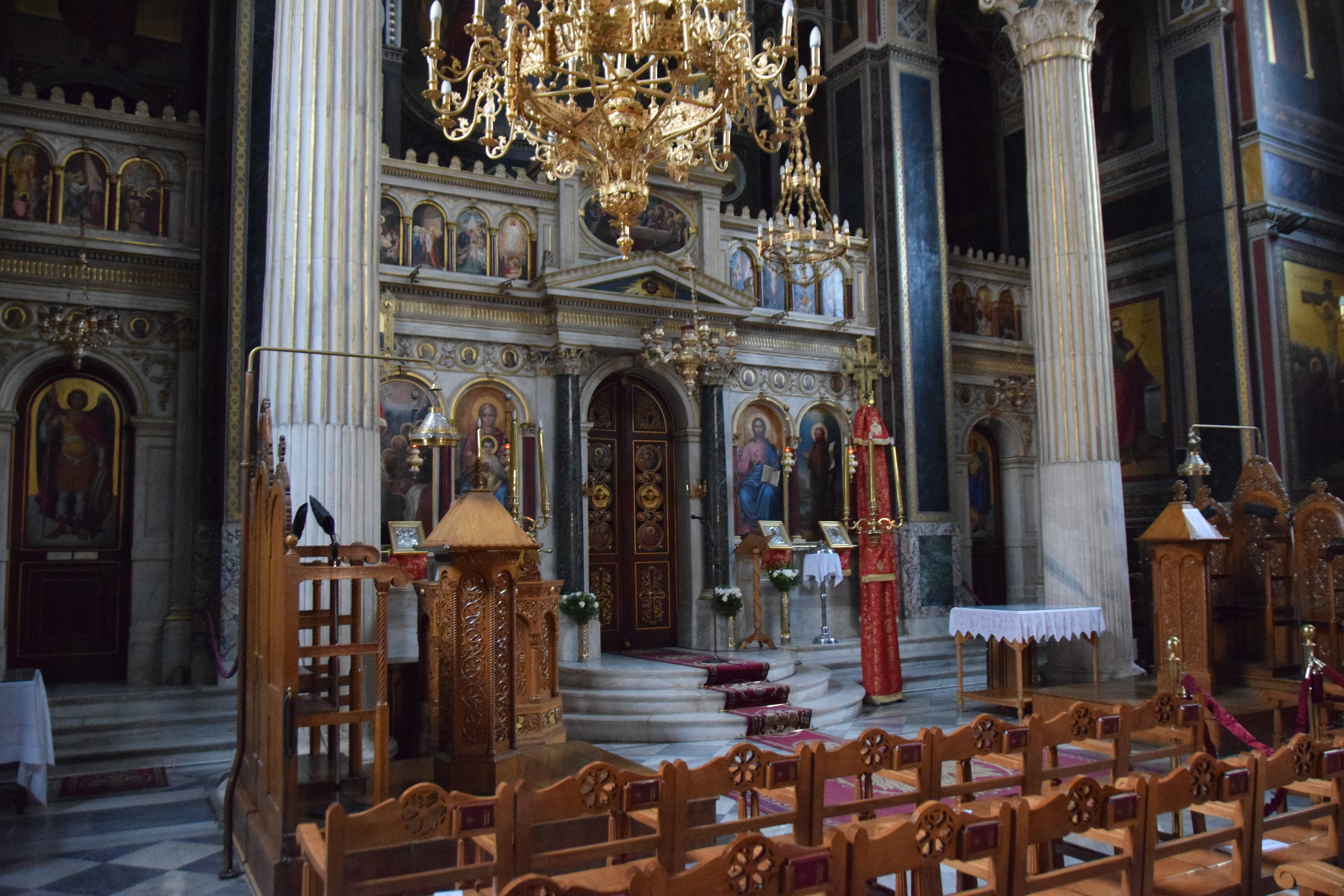
Närbild på ikonostasen.
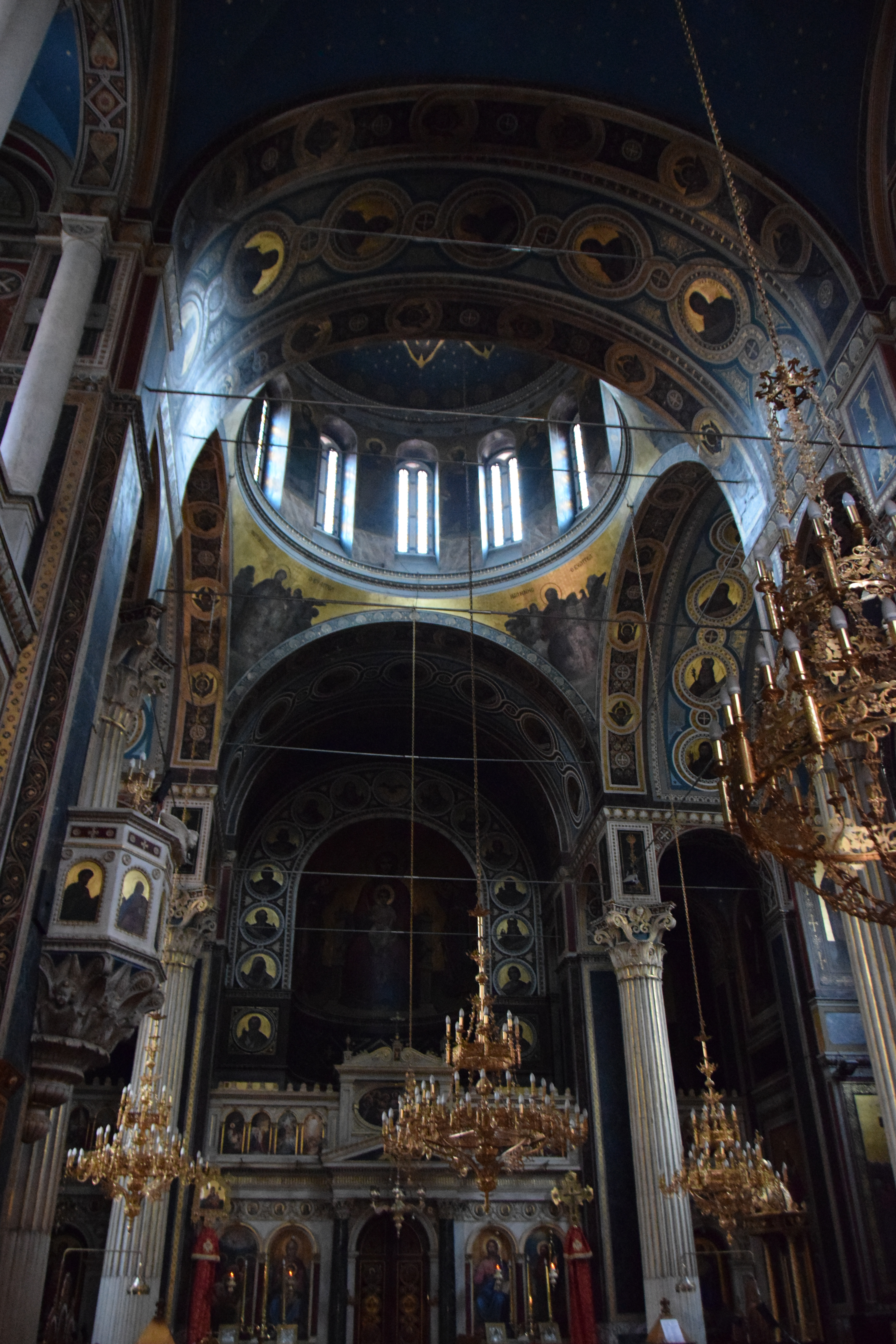
Interiören.